# Il carnevale della vita
Il carnevale della vita (Flesh and Fantasy) è un film del 1943 diretto da Julien Duvivier. È un film antologia girato sulla scia del precedente successo di Duvivier, Destino (Tales of Manhattan) del 1942. Il carnevale della vita racconta tre storie, non collegate ma con in comune un tema soprannaturale, scritte in origine da Ellis St. Joseph, Oscar Wilde e László Vadnay rispettivamente. A unire assieme i tre segmenti una conversazione sull'occulto tra due membri di un club, uno dei quali è interpretato dall'umorista Robert Benchley.

## Trama
Primo Episodio (da un racconto di Ellis st. Joseph): Henrietta, una ragazza comune e senza fascino di New Orleans, è innamorata di Michael, uno studente. Durante la festa del Mardi Gras uno straniero misterioso consegna a Henrietta una maschera con preghiera di restituirgliela entro la mezzanotte. I due ragazzi si ritrovano alla festa e Michael si dimostra interessato a Henrietta, ma la ragazza lo convince ad attendere e a seguire i suoi sogni di successo, anche se questo significa per lei perderlo. Arrivata la mezzanotte, Henrietta si toglie la maschera e si scopre bella, comprendendo che era il suo comportamento orribile a farla sentire brutta.
Secondo Episodio (ispirato al Delitto di Lord Saville di Oscar Wilde): Podger è un chiromante che partecipa ad una festa di gente ricca e annoiata e invita l'avvocato Marshall Tyler ad evitare una certa strada quando ritornerà a casa, lasciando intuire di aver previsto qualcosa di più. L'avvocato, inizialmente scettico, resta quasi ferito durante una sparatoria tra la polizia e dei malviventi proprio nella strada indicata dal chiromante, il quale si trova quindi costretto ad ammettere cos'altro aveva visto nella sua premonizione: l'avvocato si sarebbe macchiato di un delitto. Ossessionato dalla rivelazione, l'avvocato pensa di uccidere qualcuno per liberarsi della predizione ma non ci riesce. Girovagando di notte, incontra per caso il chiromante, lo affronta con rabbia accusandolo di avergli distrutto la vita e finisce per ucciderlo, ma viene lui stesso travolto da un'auto quando tenta la fuga.
Terzo Episodio (da un racconto di László Vadnay): unico testimone del delitto del secondo episodio è il grande Gaspar, un funambolo che sogna spesso di cadere nel vuoto e incontrare una donna misteriosa. Alla fine incontra la donna, Joan Stanley, che dimostra di avere anche lei dei problemi. Deciso a non farsi sopraffare dagli incubi sia nel lavoro che nella vita, Gaspard affronta con successo una prova pericolosa, mentre la donna di cui si è innamorato viene arrestata.

## Produzione
Venne girato anche un quarto episodio che però non venne incluso nel montaggio finale. Parte di esso è stato incluso nel film Destiny dell'anno successivo.

## Distribuzione
Distribuito nelle sale statunitensi il 29 ottobre 1943. In Italia uscì per la prima volta nel marzo del 1946, e ridistribuito nel 1963.